# 鬼子
鬼子（おにご）は、親に似ていない子供、異様な姿で生まれた子供、特に歯が生えた状態で生まれた子供のこと。鬼の子（おにのこ）とも呼称される。

## 民間信仰
日本各地の俗信においては、歯の生えた鬼子は良くないもの、縁起の悪いものとして生まれた後に殺害したり、捨てて他の誰かに拾ってもらうなどの事例が見られる。群馬県山田郡ではかつて、1本歯が生えて生まれた子供は捨てて近所の人に拾ってもらい、2本そろって生えていた子は大いに出世するといわれた。同県の別の地方では、生まれて10か月に歯の生えた子供は「塔婆」と呼び、三つ辻に捨て、人に頼んで拾ってもらっていた。また長崎県久賀島でも、33歳のときに娘を産むと親に逆らう鬼子になるといい、別の親に拾わせる風習があった。
愛知県田峯では、鬼子を放置すると親子のうちの一方が死ぬと言われ、鬼子は出産して間もなくすべて殺されていた。同様の理由での嬰児殺しは各地で行われていたが、屋久島では親に養育の意思がある場合、鬼子の歯を折ることで鬼子ではなかったことにしていたという。
また、妊婦が出産しないまま死んだ場合、その胎児は鬼子と見做された。子を宿したまま埋葬された女性は産女となってこの世に未練を残すという伝承が日本の各地に見られるが、産女伝承には鬼子伝承が付随している場合が多い。

## 古典・民話

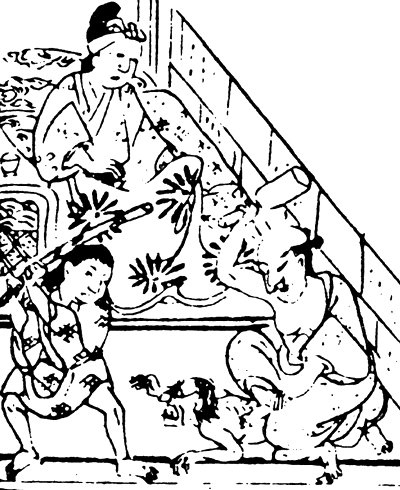
『奇異雑談集』より「獅子谷にて鬼子を産みし事」

古典においては、度を越した発育速度を示したり、異様な姿で生まれた子供が怪異をなす怪物のように語られる怪談や民話が多い。
貞享時代の怪談本『奇異雑談集』には、京都東山の獅子谷という村で、ある女が異物を3度分娩した末に4度目に鬼子を産んだ話がある。この子供は生誕時にしてすでに3歳児ほどの大きさで、朱のように真っ赤な色で、両目に加えて額に目があり、耳まで裂けた口の上下に歯が2本ずつ生えていたという。この鬼子は、父に殺されそうになりながら噛みついて抵抗したものの、ついに殺害されて崖下に埋められるが、翌日になって生き返り、話を聞いていた周囲の人たちに殴りつけられ、ようやく息絶えたという。
高力種信の『猿猴庵日記』の1826年（文政9年）の条には、名古屋の町家に「鬼子」が生まれた時の状況が挿絵入りで記録されている。その鬼子の特徴は、「ひたいに二つのこぶあり、目の所とおぼしくて一つのあなあり、眼にハあらず、口は耳まできれて、上下にきばあり、四足三つゆびにして、水かきあり」という異様なもので、非常に活発に暴れるために布団で押さえつけ石臼を載せたところ跳ね返されたが、夕刻には死んでしまったという。
明治中期の怪異小説『夜窓鬼談』では、ある酒屋夫婦が客の金を盗んだことでその客が自殺してしまうが、後に酒屋に生まれた子供は3か月で歯がすべて生えそろった上、顔が死んだ客そっくりの鬼子となり、怨みつらみを述べたために夫婦により殺害され、後に酒屋の妻は病気で死に、夫も家運に見放されて店を失ったという話がある。同様に親の因果により鬼子が産まれるという話は、寛文時代の『因果物語』や、古典落語の『もう半分』などにも見ることができる。
岡山県阿哲郡に伝わる昔話では、ある不妊に悩む夫婦が観音様に申し子をしたところ子を孕んだが、生まれた子供は生まれた途端に自分で起き上がり、歩いて瓶の水を飲んだ後そのまま家から出奔した。驚いた両親はあれは鬼子だったのだと話し合った。15年後の年取りの晩、夫婦のもとに若い娘が宿を求めて訪れ、夫婦は歓待した。娘は夫婦の前では食事を取らず、夫婦とは別の糸取の間で寝ることになった。夜中に娘が夕食に食べなかった丼飯を手を使わずに食べる姿を覗き見た母親は、娘の正体は15年前に出奔した鬼子ではないかと疑う。翌朝、娘は「もう歳だから、今後は仕事もやめてのんびり暮らすように」と言い残して家を出た。娘の使った部屋を見ると、13俵の米俵が残されており、その後も毎年大晦日に米俵を贈られて不自由なく暮らしたという。